# 櫻宮
櫻宮（さくらのみや）は、大阪市都島区中野町にある神社。旧社格は郷社。登記上の宗教法人名称は新字体の桜宮。通称桜宮神社（さくらのみやじんじゃ）とも表記される。都島区の地域名である桜宮は、本神社の名前が由来となっている。

## 歴史
兵火洪水の難などに遭ったため神宝記録が紛失し、詳しい創建は不詳であるが、元は東生郡（東成郡）野田村「小橋」櫻の馬場字「宮田」に氏神として奉斎したのが始まりとされる。豊臣秀吉が流鏑馬(やぶさめ)を催したとの言い伝えがある。
慶長18年（1613年）の冬に再建されたが、元和6年（1620年）の大和川の洪水により社殿が流出し、現在の中野町に当たる中野村に漂着したため同地に祀った。その後も寛文6年（1666年）と延宝2年（1674年）の2度にわたり水禍にかかったため、大坂城代の許しを得て現在の地に還座した。
1872年（明治5年）に郷社に列し、1906年（明治39年）に神饌幣帛料供進社に指定される。
1907年（明治40年）以降、兎我野町の若宮八幡宮、鯰江町の新喜多神社、毛馬町の八幡大神宮、善源寺町の産土神社を合祀する。
1945年（昭和20年）6月7日の第3回大阪大空襲で本殿の他、拝門前庭にあった浪速七不思議にあげられていた「廻り回廊」なども全焼するが、社殿は戦後に復興した。

## 祭神
- 主祭神 - 天照大御神、八幡大神、仁徳天皇

## 境内
- 本殿
- 拝殿
- 祖霊社
- 八柱神社 - 目神八幡大神、恵比須大神、菅原大神、玉津嶋大神、琴平大神、住吉大神、春日大神、八幡大神
- 早馬稲荷神社
- 地車庫
- 社務所
- 明治十八年の淀川洪水の記念碑
- 境外社 
  - 櫻宮御旅所 - 善源寺町1丁目。
    - 楠玉神社
    - 渡辺綱・駒つなぎの樟 - 樹齢900年。戦前に大阪府指定天然記念物の第1号に指定されたが空襲によって枯れてしまった。

## 文化財

### 大阪府指定有形文化財
- 太刀 - 鎌倉時代初期・若狭國住冬広作

## 現地情報
所在地
- 大阪府大阪市都島区中野町1丁目12-32

交通アクセス
- 最寄駅：JR西日本大阪環状線「桜ノ宮駅」及びJR東西線「大阪城北詰駅」から徒歩約5分。